# 1094 (numero)
Millenovantaquattro (1094) è il numero naturale dopo il 1093 e prima del 1095.

## Proprietà matematiche
- È un numero pari.
- È un numero composto da 4 divisori: 1, 2, 547, 1094. Poiché la somma dei suoi divisori (escluso il numero stesso) è 550 < 1094, è un numero difettivo.
- È un numero semiprimo.
- È la somma dei quadrati di 4 numeri consecutivi: 1094 = 152+162+172+182.
- È un numero congruente.
- È un numero malvagio.
- È parte della terna pitagorica (1094, 299208, 299210).

## Astronomia
- 1094 Siberia è un asteroide della fascia principale del sistema solare.
- NGC 1094 è una galassia nella costellazione della Balena.
- IC 1092 è una galassia.

## Astronautica
- Cosmos 1094 è un satellite artificiale russo.